# جدول غورة نرة غاه (سررود الجنوبي)
جدول غورة نرة غاه (بالفارسية: جدول غوره نره‌گاه) هي قرية تقع في إيران في قسم سررود الجنوبي الريفي. يقدر عدد سكانها بـ 76 نسمة .